# Książnica Pedagogiczna im. Alfonsa Parczewskiego w Kaliszu
Publiczna Biblioteka Pedagogiczna Książnica Pedagogiczna im. Alfonsa Parczewskiego w Kaliszu – biblioteka pedagogiczna założona w 1949 w Kaliszu; od 1994 nosi imię Alfonsa Parczewskiego.
W latach 1974–1982 i 1990–2017 dyrektorem biblioteki był dr hab. Krzysztof Jan Walczak.
Biblioteka gromadzi m.in. zbiory specjalne, w tym starodruki, rękopisy, mapy, calisiana, a także przechowuje spuściznę archiwalną osób związanych z Kaliszem i Kaliskiem, m.in. spuściznę Natalii Gałczyńskiej, Eligiusza Kor-Walczaka, Cypriana Kościelniaka, Władysława Kościelniaka, Wandy Wiłkomirskiej, Mieczysława Arkadiusza Woźniaka. 
Od 2013 biblioteka wydaje czasopismo „Bliżej Biblioteki”.
W latach 2019–2020 na Rypinku wybudowano nową siedzibę biblioteki. 
Biblioteka prowadzi filie w Jarocinie, Kępnie, Krotoszynie, Ostrowie Wielkopolskim, Ostrzeszowie i Pleszewie.